# 鳴海文四郎

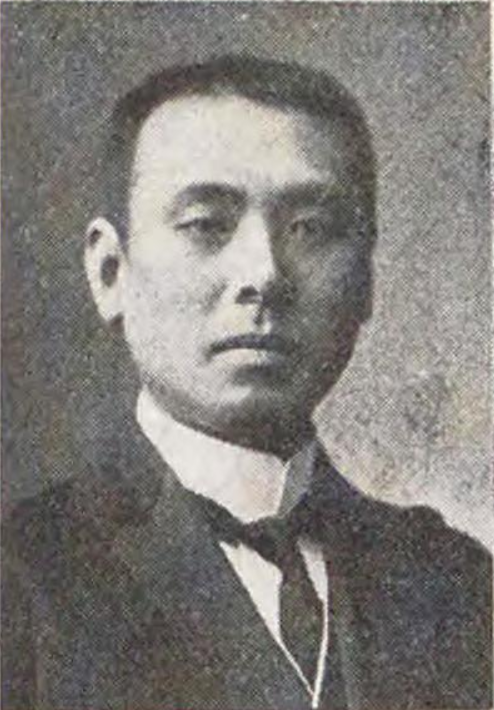
鳴海文四郎

鳴海 文四郎（なるみ ぶんしろう、1877年（明治10年）10月1日 - 1933年（昭和8年）2月28日）は、明治から昭和時代初期の政治家、実業家、醸造家。鳴海醸造店第4代当主。衆議院議員（2期）。幼名は明治郎。

## 経歴
青森県南津軽郡黒石町（現黒石市）出身。同郡浅瀬石村（現黒石市）の鳴海久兵衛家の分家で屋号は久〇（きゅうまる）といい、中町で1808年（文化5年）から代々酒造業を営んだ。江戸時代は稲村屋を名乗っていた。別家・鳴海理兵衛の長男として生まれ、のち3代鳴海文四郎の養嗣子となった。
黒石町会議員などを経て、1917年（大正6年）4月の第13回衆議院議員総選挙では青森県郡部から立憲政友会所属で出馬し当選。つづく第14回総選挙では宇野勇作と公認を争って敗れ、非公認で出馬するが落選し政友会から除名された。のち鳴海一族を中心とし新政倶楽部を結成し、1924年（大正13年）の第15回総選挙に出馬するが加藤宇兵衛、竹内清明が推す兼田秀雄に敗れた。
その後、1928年（昭和3年）2月の第16回総選挙に出馬し衆議院議員に返り咲いた。同年、議員を代表してフランスで開催された万国議員商事会議およびドイツで開催された列国議会同盟会議に出席した。ほか、松岡俊三と「雪害救済運動」の陳情・請願運動に奔走した。
財界では、黒石銀行、鳴海共立会社、弘前電灯、東京屋井乾電池などの重役を務めた。